# Emergency Gate
Emergency Gate (engl. für Notausgang) sind eine deutsche Metal-Band aus Kirchseeon, nahe München, deren Stil dem schwedischen Melodic Death Metal zuzuordnen ist.

## Geschichte
Emergency Gate wurden 1995 als Power-Metal-Gruppe gegründet. Zum ersten Line-up gehörten Fabian Kießling und Mario Lochert. Nach vielen Jahren im Underground und einer selbstbetitelten Eigenproduktion konnten sie 2005 einen Plattenvertrag bei The Electric Co., einem Sublabel von Universal Records unterzeichnen.
Das erste Album Nightly Ray wurde Mitte 2006 veröffentlicht, zunächst aber nur in Deutschland, Österreich, der Schweiz, Benelux und den USA. In den Benelux-Staaten konnten sich die fünf Musiker sogar an die Spitze der Heavy-Radio-Charts hochkämpfen. Die Produktion hatte Spike Streefkerk übernommen, der schon mit Phil Collins und Melissa Etheridge zusammengearbeitet hatte. Auf dem Album ist außerdem eine Coverversion von Falcos Rock Me Amadeus zu finden. Vom früheren Power Metal hatte sich die Band verabschiedet, stattdessen ist das Album eher eine Mischung aus Nu Metal und Hard Rock mit einem Gesang, der an James Hetfield von Metallica erinnerte. Im Anschluss stieg Schlagzeuger Stefan Paster aus und wurde durch Chris Widmann von Stormhammer ersetzt. Die Gruppe tourte mit der dänischen Band Mercenary, wo sie unter anderem Verträge mit SAD, Schecter Guitar Research und Agner Drumsticks erspielten und unterzeichneten. 2007 kündigten The Electric Co. ihren Vertrag mit Universal Records und entließen Emergency Gate aus ihrem Vertrag. Gitarrist und Sänger Fabian Kießling verließ die Band. Trotz dieser Lage arbeitete der Rest der Gruppe weiter an neuem Material. Mario Lochert lernte auf einer Tournee als Toningenieur von/mit Paradise Lost (Band), Matthias Kupka kennen, welcher bis 2005 Sänger bei Suidakra war. Im März 2008 komplettierte Kupka schließlich das Line-up der Gruppe und sang die bereits fertigen Lieder des zweiten Albums ein. Über YouTube promotete die Gruppe schließlich sich selbst und konnte so einen Vertrag beim Independent-Label Silverwolf Productions unterzeichnen.
Das 2009 veröffentlichte Album Rewake orientierte sich stark an schwedischen Melodic-Death-Metal-Bands wie At the Gates oder In Flames. Die Band zeigt sich hier deutlich härter, der Gesang wechselt jetzt zwischen gutturalem und normalem Gesang. Im Anschluss ging die Gruppe auf eine zweimonatige Europatournee mit Kreator, Caliban und Eluveitie, wo sie rund 30 Länder bespielten.
Am 21. November 2009 verließ Chris Widmann die Gruppe und wurde durch Dominik Scholz (Session-Drummer für Lacrimas Profundere und früher bei Zoo Army) ersetzt.
Am 30. April 2010 wurde das neue Album The Nemesis Construct veröffentlicht. Der Longplayer ist eine konsequente Weiterführung der früheren Arbeiten:
Eingängige Melodien, progressive Songstrukturen, die Rewake ausgezeichnet haben, verbunden mit brachialer Härte und komplex arrangiertem, elektronischem Soundscape. In neuer Besetzung können Emergency Gate ihr musikalisches Potential weiter ausschöpfen, was durch die hochklassige Produktion des Albums noch unterstrichen wird.
Für das Cover zog man sich Ralf W. (Metallica, Slayer, Iron Maiden etc.) heran, zusätzlich konnte man Tom Englund – Frontmann der schwedischen Metalband Evergrey – für einen Song gewinnen.
Am 23. November 2013 präsentierten Emergency Gate ihren neuen Schlagzeuger Roman Lutz auf dem Metal-Aid-Festival in Hückelhoven.
Während des Songwritings für das folgende Album beschloss die Band kurzerhand eine EP, mit sechs nie veröffentlichten Tracks aus ihrer Vergangenheit, aufzunehmen. Remembrance - The Early Days wurde kurz vor Weihnachten 2013 veröffentlicht und war vor allem als „Schmankerl“ für die Fans der ersten Stunde gedacht.
Bevor die Aufnahmen zum fünften Album You begannen, meldete sich die Band auf den Metalfest-Festivals 2012 auch live zurück. You vollzog den stilistischen Wechsel zum Metalcore und erschien am 25. Januar 2013 über Zyx Music.
Am 22. November 2013 präsentierten Emergency Gate ihre neue Single What Is Love, welche sie zusammen mit Haddaway eingesungen hatten. Neben der normalen Version gibt es noch eine instrumentale Version sowie eine Version ohne Haddaway.
Am 26. September 2014 folgte die Veröffentlichung des Albums Infected.

## Diskografie
- 2000: Emergency Gate (Demo)
- 2006: Nightly Ray
- 2009: Rewake
- 2010: The Nemesis Construct
- 2011: Remembrance - The Early Days (EP)
- 2013: You
- 2014: Infected